# Luna nuova (film 1940)
Luna nuova (New Moon) è un film del 1940, diretto da Robert Z. Leonard e, non accreditato, da W. S. Van Dyke. Seconda versione cinematografica dopo quella del 1930 con Grace Moore e Lawrence Tibbett dell'operetta The New Moon presentata con grande successo a Broadway nel 1928. Fu il sesto film degli otto musical girati dalla coppia Jeanette MacDonald - Nelson Eddy.
Nel 1978, il film è stato inserito nella lista dei cinquanta peggiori film di sempre nel libro The Fifty Worst Films of All Time.

## Produzione
Il film fu prodotto dalla MGM e dalla Loew's, la catena di sale della casa di produzione. Le riprese furono effettuate all'isola di Santa Catalina.

## Distribuzione
Distribuito dalla MGM, uscì nelle sale il 28 giugno 1940.

### Data di uscita
- USA	28 giugno 1940
- USA	18 luglio 1940	 (New York City, New York)
- Svezia	4 febbraio 1941
- Finlandia	13 aprile 1941
- Paesi Bassi	23 maggio 1947	 (Rotterdam)
- Danimarca	29 giugno 1951
- Francia	22 ottobre 1952

Alias
- New Moon	USA (titolo originale)
- L'île des amours	Belgio (titolo Francese) / Francia
- Nymånen	Danimarca / Svezia
- De liefde van Marianne	Paesi Bassi
- Liefdeseiland	Belgio (titolo Fiammingo)
- Lover Come Back	(indefinito)
- Luna llena	Spagna
- Luna nuova	Italia
- To kainourgio feggari	Grecia
- Uusikuu	Finlandia